# Премия TVyNovelas за лучшую мужскую роль второго плана
Премия TVyNovelas за лучшую мужскую роль второго плана (исп. Mejor actor de reparto / Mejor actor co-estelar  ) — престижная ежегодная награда лучшему актёру второго плана в теленовеллах производства компании Televisa, вручаемая в рамках премии TVyNovelas.
На премии TVyNovelas существует две номинации, которые по сути, обе являются номинациями за работу второго плана. Это номинация, которую дословно с испанского языка можно перевести как «Лучшая мужская роль — созвезда» (исп. Mejor actor co-estelar) и непосредственно номинация «Лучшая мужская роль второго плана» (исп. Mejor actor co-estelar ). Обе эти номинации, за всё время существования премии, либо вручались одновременно, либо заменяли одна другую.
- Премия в номинации «Лучшая мужская роль — созвезда» вручалась в следующие годы: 1991, 1992, 2002, 2008—2019
- Премия в номинации «Лучший мужская роль второго плана» вручалась в следующие годы: 1993, 1995—2007, 2013—2018

## Номинанты и победители
В списке приведены сведения о номинантах и победителях, сгруппированные по церемониям (годам) и десятилетиям. В таблицы включены имена актёров и названия теленовелл, за которые получена номинация.
Победители каждого года указаны первыми в списке, выделены полужирным шрифтом на золотом фоне.

### Номинация «Лучшая мужская роль — созвезда»

#### 1990-е
| Год  | Актёр              | Название теленовеллы   |
| ---- | ------------------ | ---------------------- |
| 1991 | Сальвадор Пинеда   | Моя маленькая Соледад  |
| 1991 | Эктор Суарес Гомис | Дотянуться до звезды   |
| 1991 | Луис Хавьер        | Я покупаю эту женщину  |
| 1991 | Марко Муньос       | Судьба                 |
| 1991 | Маркос Вальдес     | Дотянуться до звезды   |
| 1992 | Отто Сирго         | Дотянуться до звезды-2 |
| 1992 | Ари Тельч          | Девчушки               |
| 1992 | Раймундо Капетильо | Цепи горечи            |

#### 2000-е
| Год  | Актёр                 | Название теленовеллы       |
| ---- | --------------------- | -------------------------- |
| 2002 | Хорхе Поса            | Источник                   |
| 2002 | Гильермо Гарсия Канту | Злоумышленница             |
| 2002 | Луис Роберто Гусман   | Между любовью и ненавистью |
| 2008 | Алехандро Томмаси     | Очищенная любовь           |
| 2008 | Эухенио Бартилотти    | Я люблю Хуана Керендона    |
| 2008 | Себастьян Рульи       | Страсть                    |
| 2009 | Хорхе Поса            | Железная душа              |
| 2009 | Агустин Арана         | Слово женщины              |
| 2009 | Рене Касадос          | Огонь в крови              |

#### 2010-е
| Год  | Актёр                  | Название теленовеллы               |
| ---- | ---------------------- | ---------------------------------- |
| 2010 | Рауль Араиса           | Удар в сердце                      |
| 2010 | Габриэль Сото          | Очарование                         |
| 2010 | Марио Иван Мартинес    | Завтра — это навсегда              |
| 2011 | Хесус Очоа             | Дневники супружества               |
| 2011 | Арат де ла Торре       | Сакатильо, место в твоём сердце    |
| 2011 | Давид Сепеда           | Я твоя хозяйка                     |
| 2011 | Рене Касадос           | Когда я влюблен                    |
| 2012 | Хосе Рон               | Та, кто любить не умела            |
| 2012 | Алехандро Ибарра       | Возлюбленное сердце                |
| 2012 | Марк Тачер             | Триумф любви                       |
| 2012 | Педро Морено           | Счастливая семья                   |
| 2013 | Хесус Очоа             | Для неё я Ева                      |
| 2013 | Брандон Пениче         | Убежище для любви                  |
| 2013 | Франсиско Гатторно     | Бездна страсти                     |
| 2014 | Фелипе Нахера          | Лгать чтобы выжить                 |
| 2014 | Аарон Эрнан            | Я тебя люблю, потому что люблю     |
| 2014 | Алехандро Авила        | Потому что любовь решает всё       |
| 2015 | Луис Роберто Гусман    | Та, кто жизнь у меня украла        |
| 2015 | Артуро Пениче          | Какие же бедные эти богатые        |
| 2015 | Пабло Валентин         | Цвет страсти                       |
| 2015 | Патрисио Кастильо      | Кошка                              |
| 2016 | Хосе Пабло Минор       | Страсть и власть                   |
| 2016 | Алехандро Ибарра       | Соседка                            |
| 2016 | Диего Оливера          | До скончания времён                |
| 2016 | Освальдо де Леон       | Прощению не подлежит               |
| 2016 | Пабло Валентин         | Лучше умереть, чем быть как Личита |
| 2017 | Карлос Ривера          | Отель секретом                     |
| 2017 | Диего Оливера          | Сердце которое лжёт                |
| 2017 | Фердинандо Валенсия    | Просто Мария                       |
| 2017 | Хуан Пабло Медина      | Без следа                          |
| 2017 | Рафаэль Санчес Наварро | Кандидатка                         |
| 2018 | Карлос Ферро           | Поддаться искушению                |
| 2018 | Адриан Ди Монте        | Двойная жизнь Этелы Каррильо       |
| 2018 | Рафаэль Инклан         | У моего мужа есть семья            |
| 2018 | Рауль Араиса           | Лучший папа среди мам              |
| 2018 | Карлос де ла Мота      | Без твоего взгляда                 |
| 2019 | Артуро Барба           | Любить до смерти                   |
| 2019 | Хосе Мария Торре       | Любовь вне закона                  |
| 2019 | Хосе Пабло Минор       | Семья моего мужа стала ещё больше  |
| 2019 | Марио Моран            | Дочери луны                        |
| 2019 | Родрико Мюррей         | Like                               |

### Номинация «Лучшая мужская роль второго плана»

#### 1990-е
| Год  | Актёр                | Название теленовеллы |
| ---- | -------------------- | -------------------- |
| 1993 | Рауль Падилья        | Мария Мерседес       |
| 1993 | Альберто Мартинес    | Дедушка и я          |
| 1993 | Фернандо Чангеротти  | Мария Мерседес       |
| 1995 | Педро Уебер          | Розовые шнурки       |
| 1995 | Алехандро Томмаси    | Кристальная империя  |
| 1995 | Альфонсо Итурральде  | Маримар              |
| 1996 | Отто Сирго           | Узы любви            |
| 1996 | Рафаэль Рохас        | Если я умру          |
| 1996 | Рауль Араиса         | Семейный портрет     |
| 1997 | Леонардо Даниэль     | В плену страсти      |
| 1997 | Хуан Пелаес          | Пылающий факел       |
| 1997 | Одисео Бичир         | Тень другого         |
| 1998 | Алехандро Руис       | Эсмеральда           |
| 1998 | Хуан Мануэль Берналь | Мне не жить без тебя |
| 1999 | Сесар Эвора          | Привилегия любить    |
| 1999 | Эктор Бонилья        | Сеньора              |
| 1999 | Марсело Буке         | Узурпаторша          |

#### 2000-е
| Год  | Актёр              | Название теленовеллы      |
| ---- | ------------------ | ------------------------- |
| 2000 | Эктор Бонилья      | Жизнь в зеркале           |
| 2000 | Сесар Эвора        | Лабиринты страсти         |
| 2000 | Мануэль Саваль     | Росалинда                 |
| 2001 | Пабло Монтеро      | Обними меня крепче        |
| 2001 | Фабиан Роблес      | Первая любовь             |
| 2001 | Мануэль Охеда      | Цена твоей любви          |
| 2002 | Родриго Видаль     | Страсти по Саломее        |
| 2002 | Хуан Пелаес        | Рожденный без греха       |
| 2002 | Раймундо Капетильо | Источник                  |
| 2003 | Рафаэль Инклан     | Класс 406                 |
| 2003 | Абрахам Рамос      | Дороги любви              |
| 2003 | Отто Сирго         | Моя любимая девочка       |
| 2004 | Эрнесто Лагуардия  | Истинная любовь           |
| 2004 | Алексис Айала      | Мой грех – в любви к тебе |
| 2004 | Арат де ла Торре   | Дом с привидениями        |
| 2005 | Эрик дель Кастильо | Ставка на любовь          |
| 2005 | Карлос Брачо       | Бесчувственная            |
| 2005 | Роберто Вандер     | Руби                      |
| 2006 | Эрнесто Лагуардия  | Рассвет                   |
| 2006 | Сесар Эвора        | Супруга девственница      |
| 2006 | Рафаэль Инклан     | Мятежники                 |
| 2006 | Рене Касадос       | Мачеха                    |
| 2007 | Хосе Хосе          | Самая красивая дурнушка   |
| 2007 | Агустин Арана      | Самая красивая дурнушка   |
| 2007 | Хосе Элиас Морено  | Раны любви                |
| 2007 | Хосе Луис Ресендес | Раны любви                |
| 2007 | Серхио Майер       | Самая красивая дурнушка   |

#### 2010-е
| Год  | Актёр                   | Название теленовеллы               |
| ---- | ----------------------- | ---------------------------------- |
| 2013 | Флавио Медина           | Свирепая любовь                    |
| 2013 | Эрик дель Кастильо      | Бездна страсти                     |
| 2013 | Пабло Валентин          | Для неё я Ева                      |
| 2014 | Мануэль «Флако» Ибаньес | Девушка из поместья Вендаваль      |
| 2014 | Хосе Карлос Руис        | Непокорное сердце                  |
| 2014 | Хуан Карлос Баррето     | Лгать чтобы выжить                 |
| 2015 | Освальдо Бенавидес      | Та, кто жизнь у меня украла        |
| 2015 | Фабиан Роблес           | Нелюбимая                          |
| 2015 | Хуан Карлос Коломбо     | Я не верю мужчинам                 |
| 2015 | Сальвадор Санчес        | Хочу любить тебя                   |
| 2016 | Пьерре Анхело           | Соседка                            |
| 2016 | Алехандро Томмаси       | До скончания времён (теленовелла)  |
| 2016 | Мануэль «Флако» Ибаньес | Тень прошлого                      |
| 2016 | Мануэль Ландета         | Любовь на районе                   |
| 2016 | Рикардо Фастлич         | Лучше умереть, чем быть как Личита |
| 2017 | Хуан Видаль             | Vino el amor                       |
| 2017 | Ари Тельч               | Кандидатка                         |
| 2017 | Эдуардо Эспанья         | Отель секретом                     |
| 2017 | Отто Сирго              | Трижды Ана                         |
| 2017 | Пабло Перрони           | Без следа                          |
| 2018 | Серхио Мур              | Лучший папа среди мам              |
| 2018 | Карлос Валенсия         | Поддаться искушению                |
| 2018 | Марко Мендес            | Двойная жизнь Этелы Каррильо       |
| 2018 | Серхио Рейносо          | Без твоего взгляда                 |
| 2018 | Фабиан Роблес           | На диких землях                    |

## Многократные номинанты
В таблицах полужирным золотым шрифтом отмечены годы побед.
| 4 номинации               | 4 номинации            | 4 номинации           | 4 номинации      |
| ------------------------- | ---------------------- | --------------------- | ---------------- |
| • Отто Сирго              | 1992, 1996, 2003, 2017 |                       |                  |
| 3 номинации               |                        |                       |                  |
| • Алехандро Томмаси       | 1995, 2008, 2016       | • Рауль Араиса        | 1996, 2010, 2018 |
| • Рафаэль Инклан          | 2003, 2006, 2018       | • Рене Касадос        | 2006, 2009, 2011 |
| • Сесар Эвора             | 1999, 2000, 2006       | • Фабиан Роблес       | 2001, 2015, 2018 |
| • Пабло Валентин          | 2013, 2015, 2016       |                       |                  |
| 2 номинации               |                        |                       |                  |
| • Агустин Арана           | 2007, 2009             | • Алехандро Ибарра    | 2012, 2016       |
| • Арат де ла Торре        | 2004, 2011             | • Ари Тельч           | 1992, 2017       |
| • Диего Оливера           | 2016, 2017             | • Луис Роберто Гусман | 2002, 2015       |
| • Мануэль «Флако» Ибаньес | 2014, 2016             | • Эрик дель Кастильо  | 2005 , 2013      |
| • Раймундо Капетильо      | 1992, 2002             | • Хесус Очоа          | 2011, 2013       |
| • Хорхе Поса              | 2002, 2009             | • Хосе Пабло Минор    | 2016, 2019       |
| • Хуан Пелаес             | 1997, 2002             | • Эктор Бонилья       | 1999, 2000       |
| • Эрнесто Лагуардия       | 2004, 2006             |                       |                  |

## Рекорды и достижения

### Номинация «Лучшая мужская роль — созвезда»
- Актёры, получившие наибольшее количество наград (2):
  - Хорхе Поса
  - Хесус Очоа[исп.]
- Актёр, имеющий самое большое количество номинаций (2):
  - Луис Роберто Гусман[исп.]
  - Хорхе Поса
  - Рене Касадос
  - Рауль Араиса[исп.]
  - Хесус Очоа[исп.]
  - Пабло Валентин[исп.]
  - Диего Оливера
  - Алехандро Ибарра[исп.]
  - Хосе Пабло Минор[исп.]
- Актёры, никогда не выигрывавшие в номинации (2):
  - Рене Касадос
  - Пабло Валентин[исп.]
  - Диего Оливера
  - Алехандро Ибарра[исп.]
- Актёры, победившие во всех своих номинациях:
  - Хорхе Поса — 2 номинации
  - Артуро Барба[исп.] — 1 номинация
- Самый молодой победитель в номинации:
  - Хорхе Поса — 24 года
- Самый старший победитель в номинации:
  - Мануэль «Флако» Ибаньес — 67 лет
- Актёр, победивший с самым маленьким интервалом между победами:
  - Хесус Очоа[исп.] — 2 года
- Актёр, победивший с самым большим интервалом между победами:
  - Хорхе Поса — 7 лет

### Номинация «Лучший мужская роль второго плана»
- Актёры, получившие наибольшее количество наград (2):
  - Эрнесто Лагуардия
- Актёр, имеющий самое большое количество номинаций (3):
  - Сесар Эвора
  - Отто Сирго
  - Фабиан Роблес
- Актёры, никогда не выигрывавшие в номинации:
  - Фабиан Роблес — 3 номинации
  - Хуан Пелаес[исп.] — 2 номинации
  - Эктор Бонилья — 2 номинации
- Актёры, победившие во всех своих номинациях (2):
  - Эрнесто Лагуардия
- Самый молодой победитель в номинации:
  - Пабло Монтеро — 27 лет
- Самый старший победитель в номинации:
  - Эрик дель Кастильо — 75 лет
- Актёр, победивший с самым маленьким интервалом между победами:
  - Сесар Эвора — 1 год
- Актёры, победившие в номинации за одну и ту же роль:
  - Эрнесто Лагуардия (Истинная любовь, 2004) и Освальдо Бенавидес (Та, кто жизнь у меня украла, 2015)